# مجلس موناكو الوطني
مجلس موناكو الوطني (بالإنجليزية: National Council)‏ هو الهيئة التشريعية في موناكو، ويتكون من 24 مقعداً، يقع المقر الرئيسي له في موناكو فيل.